# Schweizerstil
Schweizerstil betegner en arkitektonisk stilretning under eklekticismen eller historicismen i anden halvdel af 1800-tallet.
Stilen opstod i Tyskland og Schweiz og blev senere spredt med den internationale historicisme. Stilen var populær i lande med meget træbyggeri, herunder Norge og Sverige, men også i områder i USA, i Baltikum, Danmark og andre europæiske lande.
Stilen kendetegnes af store, ofte stejle sadeltage med store tagudhæng, som skulle beskytte alle de kunstfærdigt udskårne snedkerdetaljer (snickarglädje på svensk). Husene kan have både spir og tårne, og også store glasverandaer med løvsavsarbejde og høje vinduer med påsatte, detaljerede lister og profiler. Husene har ofte skifertag.
Træhusene kan være bemalet i pastelfarver eller kraftigere farver alt efter lokal skik.
I Sønderjylland findes en del bygninger fra den preussiske periode, der har detaljer i schweizerstil. Stilen blev, sammen med andre historicistiske stilelementer, fejlagtigt opfattet som "tysk", selvom den i realiteten var international. I Nordtyskland kaldes disse teglbygninger med fabriksfremstillede formsten og tagdetaljer i schweizerstil for Gewerkschulen-stil, fordi håndværkerne lærte denne stil på håndværkerskolerne.
Modreaktionen i Tyskland og Norden var nationalromantikken, Heimatschutz-stilen og Bedre Byggeskik.
- Wikimedia Commons har flere filer relateret til Schweizerstil

| Arkitektur | Spire Denne arkitekturartikel er en spire som bør udbygges. Du er velkommen til at hjælpe Wikipedia ved at udvide den. |